# Bombenanschlag in Istanbul am 19. März 2016

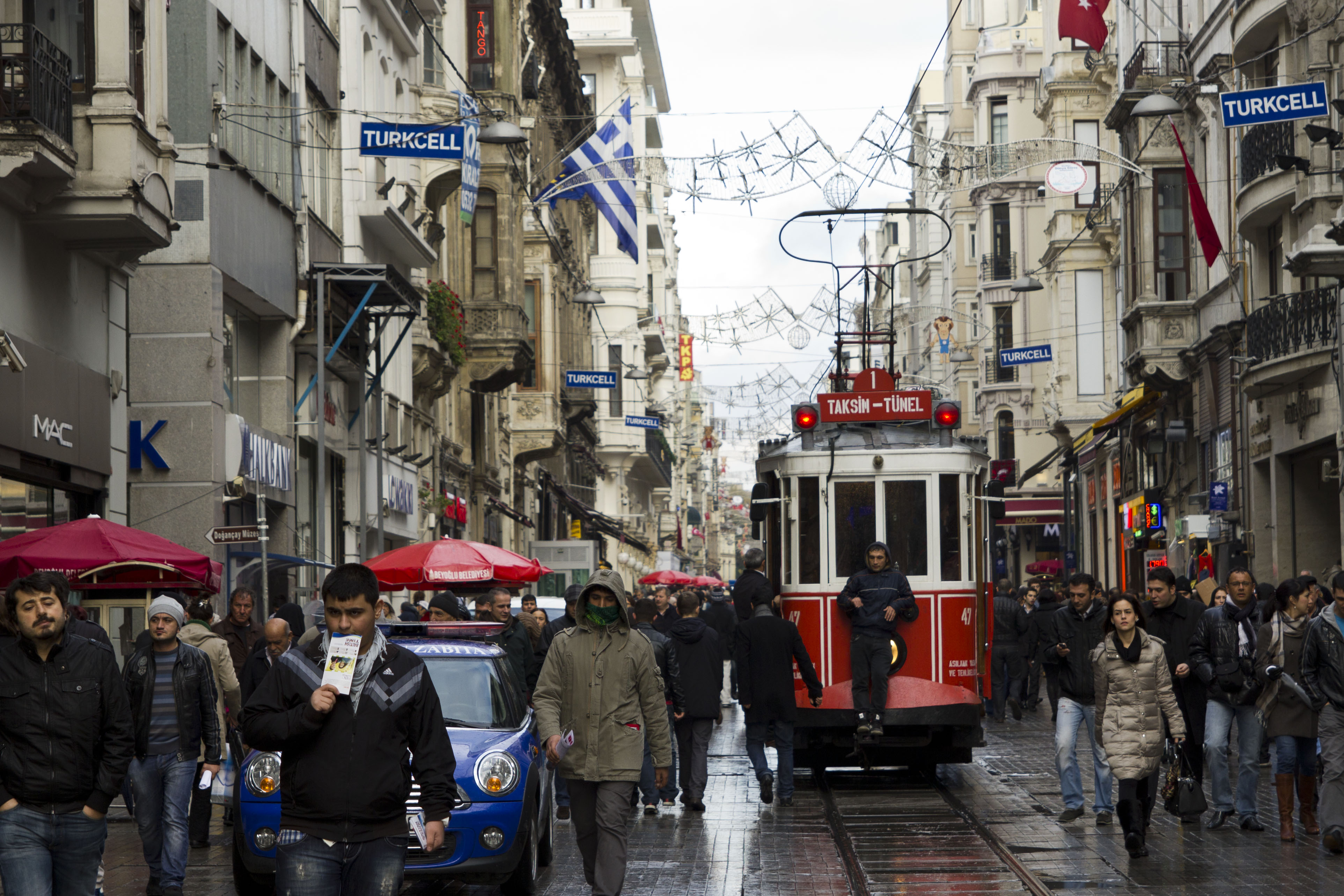
Ort der Tat: Die Einkaufsstraße İstiklal Caddesi

Der Bombenanschlag in Istanbul am 19. März 2016 forderte fünf Todesopfer und 39 Verletzte.

## Tathergang
Im Zentrum der türkischen Metropole Istanbul wurde am Vormittag um 11:00 Uhr Ortszeit des 19. März 2016 ein Selbstmordattentat verübt. Die Explosion ereignete sich an der zentralen Einkaufsstraße İstiklal Caddesi im europäisch geprägten Stadtteil Beyoğlu, unweit des Taksim-Platzes. Als Attentäter wurde „ein 33-jähriger Türke identifiziert, der ein IS-Kämpfer gewesen sein soll“. Er wurde bereits vor der Tatbegehung auf Bildern einer Überwachungskamera erkannt und hat aufgrund der starken Polizeipräsenz vor Ort sein eigentliches Ziel nicht erreicht. In einer Panikreaktion zündete er den Sprengsatz vorzeitig in der zu diesem Zeitpunkt nur schwach frequentierten Einkaufsstraße. Restlose Klarheit über die Identität des Täters soll ein DNA-Gutachten erbringen, für das Familienangehörige des mutmaßlichen Attentäters den Ermittlungsorganen bereits Haar- und Speichelproben zur Verfügung gestellt haben. Dieses bestätigte den 1992 in Gaziantep nahe der Grenze zu Syrien geborenen Mehmet Özturk als Täter.

## Opfer
Fünf Menschen wurden getötet und weitere 39 Personen sind nach Angaben des türkischen Gesundheitsministeriums verletzt worden. Gemäß der türkischen Nachrichtenagentur Doğan sind unter den Verletzten mindestens zwölf Ausländer sowie zwei Kinder.
| Nationalität                  | Tote | Verletzte | Gesamt |                                    |
| ----------------------------- | ---- | --------- | ------ | ---------------------------------- |
| Türkei                        | 1    | 27        | 28     | das Todesopfer ist der Täter       |
| Israel                        | 1    | 6         | 7      | [ 6 ]                              |
| Israel und Vereinigte Staaten | 2    | 0         | 2      | hatten doppelte Staatsbürgerschaft |
| Iran                          | 1    | 1         | 2      | [ 6 ]                              |
| Irland                        | 0    | 2         | 2      |                                    |
| Island                        | 0    | 1         | 1      |                                    |
| Vereinigte Arabische Emirate  | 0    | 1         | 1      |                                    |
| unbestätigt                   | 0    | 1         | 1      |                                    |
| Gesamt:                       | 5    | 39        | 44     |                                    |

## Reaktionen
Kurz nach dem Anschlag berief der türkische Ministerpräsident Ahmet Davutoğlu eine Sicherheitskonferenz ein. Für einige diplomatische Verwerfungen sorgten die antisemitischen Genesungswünsche der damaligen Pressesprecherin der AKP, Irem Aktas via Twitter, die unmittelbar nach dem Bekanntwerden des Anschlages allen israelischen Verletzten einen baldigen Tod wünschte. Sie wurde sofort aller Ämter enthoben und Israels Ministerpräsident Benjamin Netanjahu empörte sich über die Auslassungen.
Am Nachmittag gab das Auswärtige Amt eine begrenzte Reisewarnung heraus, die empfiehlt, in ganz Istanbul den öffentlichen Nahverkehr, öffentliche Plätze, touristische Attraktionen und Menschenansammlungen in den Folgetagen zunächst zu meiden.
Das deutsche Generalkonsulat in Istanbul, die Botschaft in Ankara sowie die deutschen Schulen in beiden Städten wurden vorsorglich geschlossen.
Fünf weitere Tatverdächtige wurden bereits am 19. März 2016 festgenommen. Am 23. März 2016 erfolgten drei weitere Verhaftungen im Zusammenhang mit dem Anschlag.